# Fragata clase Elli

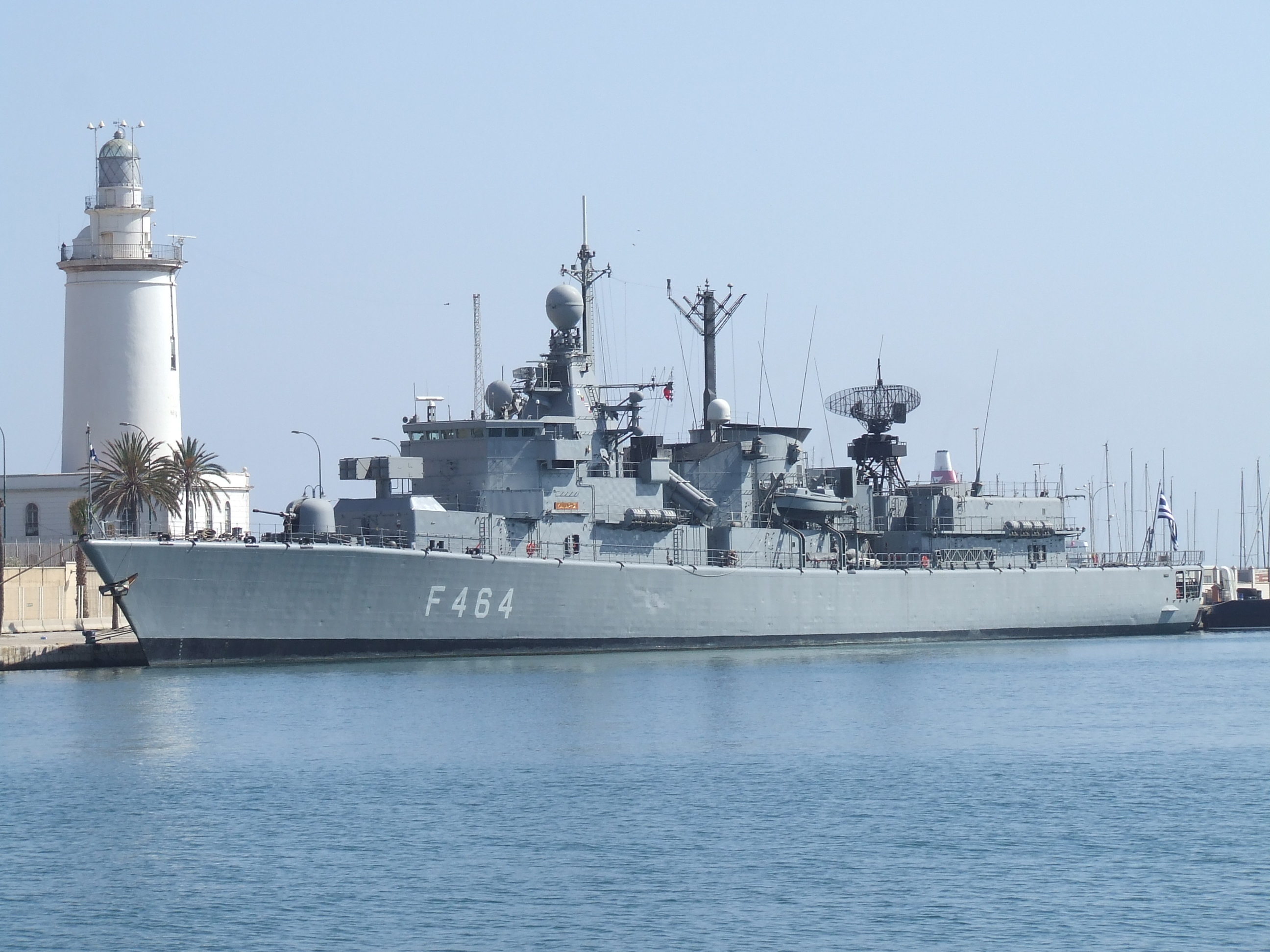
El Kanaris (F-464) de la clase Elli.

Los navíos de la clase Elli son un grupo de fragatas operadas por la Armada griega. Los barcos son de origen holandés. Las primeras dos fragatas (Elli y Limnos), que cuentan con hangares extendidos y diferente armamento fueron construidas específicamente para la marina helénica. Los buques restantes son fragatas dadas de baja de la Armada Real de los Países Bajos de la clase Kortenaer y transferidas a la Armada griega a finales de la década de 1990 y principios de la de 2000. Elli, que da nombre a la clase, lleva el nombre de dos famosos cruceros griegos, uno de los cuales fue hundido durante Segunda Guerra Mundial.
Posteriormente se llevó a cabo un programa de modernización de media vida para seis de los diez barcos griegos. El programa fue realizado en los Astilleros de Hellenic Shipyard (HSY) y fue completado en 2009. Kountouriotis (F-462) y Adrias (F-459) han sido modernizados. Los otros cuatro barcos son Navarinon (F-461), Limnos (F-451), Elli (F-450), y Aegaeon (F-460).
El trabajo de modernización principal era el siguiente:
- Sustitución del sistema de combate e instalación de sensores nuevos
- Revisión y mejora de radares
- Sustitución de sistemas de navegación y mejora de los sistemas de comunicaciones
- Sustitución de sistema de control de la propulsión y de sistemas de plataforma definida.

Bouboulina (F-463) fue dado de baja el 18 de febrero de 2013. Será utilizado como fuente para partes de repuesto.

## Barcos
| Numeral                                     | Nombre                  | Encargando fecha        | Fecha de baja         |
| ------------------------------------------- | ----------------------- | ----------------------- | --------------------- |
| Aigaion (F-460) Φ/Γ Αιγαίον                 | Mar Egeo                | 1993                    | (En servicio)         |
| Adrias (F-459) Φ/Γ Αδρίας                   | Mar Adriático           | 1993                    | (En servicio)         |
| Bouboulina (F-463) Φ/Γ Μπουμπουλίνα         | Laskarina Bouboulina    | 14 de diciembre de 2001 | 18 de febrero de 2013 |
| Elli (F-450) Φ/Γ Έλλη                       | Batalla naval de Elli   | 1981                    | (En servicio)         |
| Kanaris (F-464) Φ/Γ Κανάρης                 | Konstantinos Kanaris    | 29 de noviembre de 2002 | (En servicio)         |
| Kountouriotis (F-462) Φ/Γ Κουντουριώτης     | Pavlos Kountouriotis    | 1997                    | (En servicio)         |
| Limnos (F-451) Φ/Γ Λήμνος                   | Batalla naval de Lemnos | 1982                    | (En servicio)         |
| Navarinon (F-461) Φ/Γ Ναυαρίνον             | Batalla de Navarino     | 1995                    | (En servicio)         |
| Nikiforos Fokas (F-466) Φ/Γ Νικηφόρος Φωκάς | Nikephoros II           | 2003                    | (En servicio)         |
| Themistoklis (F-465) Φ/Γ Θεμιστοκλής -      | Temístocles             | 2002                    | (En servicio)         |